# Mauro Icardi
Mauro Emanuel Icardi Rivero (sinh ngày 19 tháng 2 năm 1993) là một cầu thủ bóng đá chuyên nghiệp người Argentina chơi ở vị trí tiền đạo cắm câu lạc bộ Süper Lig Galatasaray.
Icardi bắt đầu sự nghiệp bóng đá của mình tại các đội trẻ của Vecindario và chuyển qua La Masia, hệ thống trẻ của La Liga câu lạc bộ Barcelona, trước khi chuyển đi đến Serie A câu lạc bộ Sampdoria bắt đầu sự nghiệp chuyên nghiệp của mình vào năm 2012. Sau một mùa giải ấn tượng, anh gia nhập Inter Milan vào tháng 7 năm 2013, nơi anh phát triển thành một trong những tiền đạo ghi bàn nhiều nhất ở châu Âu. Icardi đã giành được Capocannoniere trong cả hai mùa giải 2014–15 và 2017–18, và được bầu làm đội trưởng của Inter năm 2015, ở tuổi 22. Ba năm sau, Icardi là nhân tố không thể thiếu giúp Inter giành được một suất tham dự UEFA Champions League, lần đầu tiên sau sáu năm, khi anh ấy trở thành cầu thủ ghi bàn nhiều thứ tám mọi thời đại của câu lạc bộ. Năm 2019, Icardi ký hợp đồng với Paris Saint-Germain theo hợp đồng cho mượn một năm ban đầu, nơi anh đã giành được cú ăn ba quốc nội. Sau đó, anh gia nhập câu lạc bộ vĩnh viễn trong một hợp đồng trị giá 50 triệu euro.
Icardi ra mắt đội một cho Argentina vào tháng 10 năm 2013 nhưng kể từ đó anh thi đấu ít hơn, có 8 lần khoác áo và ghi một bàn.
Vào ngày 24 tháng 7 năm 2023, Icardi gia nhập Galatasaray vĩnh viễn sau thời gian xuất sắc được cho mượn ở mùa giải 2022–23.

## Sự nghiệp câu lạc bộ

### Đội trẻ
Icardi sinh ra tại Rosario, và gia đình anh chuyển sang Tây Ban Nha khi anh 6 tuổi. Anh bắt đầu sự nghiệp bóng đá tại CLB Vecindario. Tại Vecindario, anh ghi hơn 500 bàn trong các đội trẻ. Năm 2009, FC Barcelona chiến thắng trong cuộc đua dành chữ ký của Icardi và ký hợp đồng với anh đến năm 2013.

### Barcelona
Icardi gia nhập đội bóng xứ Catalan đầu mùa giải 2008-09 và góp mặt trong đội U-17. Anh được đôn lên đội U-19 trong mùa giải tiếp theo trước khi gia nhập Sampdoria dưới dạng cho mượn vào tháng 1 năm 2011.

### Sampdoria
Ngày 11 tháng 1 năm 2011, Sampdoria xác nhận Icardi đã ký hợp đồng với đội bóng dưới dạng cho mượn đến cuối mùa giải. Sau 6 tháng thi đấu thành công tại Samp, ghi 13 bàn trong 19 trận với đội trẻ Primavera, đội bóng Ý sử dụng điều khoản mua Icardi với giá 400.000 € tháng 7 năm 2011, ký vào bản hợp đồng 3 năm.
Ngày 12 tháng 5 năm 2012, anh ra mắt đội Một trong trận đấu với Juve Stabia, vào thay Bruno Fornaroli ở phút thứ 75 của trận đấu. 10 phút sau, Icardi ghi bàn thắng chuyên nghiệp đầu tiên và Sampdoria giành chiến thắng 2-1 nhờ bàn thắng của anh.
Ngày 6 tháng 1 năm 2013, anh ghi 2 bàn trong chiến thắng bất ngờ 2-1 của Sampdoria trước Juventus trên chính sân Juventus Stadium. Ngày 27 tháng 1 năm 2013, anh ghi 4 bàn trong số 6 bàn trong trận Sampdoria đè bẹp đội bóng cạnh tranh suất trụ hạng Pescara, đưa đội bóng ra khỏi khu vực phải xuống hạng.

### Inter Milan
Vào cuối tháng Tư, Icardi được thông báo sẽ trở thành cầu thủ của Inter Milan. Thương vụ sau đó được xác nhận bởi Ban lãnh đạo Sampdoria.

## Thống kê sự nghiệp

### Câu lạc bộ
Tính đến 11 tháng 11 năm 2018.
| CLB            | Mùa giải       | Giải đấu | Giải đấu | Cúp quốc gia | Cúp quốc gia | Khác | Khác | Tổng cộng | Tổng cộng |  |
| CLB            | Mùa giải       | Trận     | Bàn      | Trận         | Bàn          | Trận | Bàn  | Trận      | Bàn       |  |
| -------------- | -------------- | -------- | -------- | ------------ | ------------ | ---- | ---- | --------- | --------- |  |
| Sampdoria      | 2011–12        | 2        | 1        | 0            | 0            | —    | —    | 2         | 1         |  |
| Sampdoria      | 2012–13        | 31       | 10       | 0            | 0            | —    | —    | 31        | 10        |  |
| Sampdoria      | Tổng cộng      | 33       | 11       | 0            | 0            | —    | —    | 33        | 11        |  |
| Internazionale | 2013–14        | 22       | 9        | 1            | 0            | —    | —    | 23        | 9         |  |
| Internazionale | 2014–15        | 36       | 22       | 2            | 1            | 10   | 4    | 48        | 27        |  |
| Internazionale | 2015–16        | 33       | 16       | 1            | 0            | —    | —    | 34        | 16        |  |
| Internazionale | 2016–17        | 34       | 24       | 2            | 0            | 5    | 2    | 41        | 26        |  |
| Internazionale | 2017–18        | 34       | 29       | 2            | 0            | —    | —    | 36        | 29        |  |
| Internazionale | 2018–19        | 9        | 7        | 0            | 0            | 4    | 3    | 13        | 10        |  |
| Internazionale | Tổng cộng      | 168      | 107      | 8            | 1            | 19   | 9    | 195       | 117       |  |
| Tổng sự nghiệp | Tổng sự nghiệp | 201      | 118      | 8            | 1            | 19   | 9    | 228       | 128       |  |

### Quốc tế
Tính đến 20 tháng 11 năm 2018
| Đội tuyển | Năm       | Trận | Bàn |
| --------- | --------- | ---- | --- |
| Argentina |           |      |     |
| 2013      | 1         | 0    |     |
| 2014      | -         | -    |     |
| 2015      | -         | -    |     |
| 2016      | –         | –    |     |
| 2017      | 3         | 0    |     |
| 2018      | 4         | 1    |     |
| Tổng cộng | Tổng cộng | 8    | 1   |

### Bàn thắng quốc tế
Tính đến 20 tháng 11 năm 2018.
| # | Ngày                 | Địa điểm                                             | Số trận | Đối thủ | Bàn thắng | Kết quả | Giải đấu |
| - | -------------------- | ---------------------------------------------------- | ------- | ------- | --------- | ------- | -------- |
| 1 | 20 tháng 11 năm 2018 | Sân vận động Malvinas Argentinas, Mendoza, Argentina | 8       | México  | 1–0       | 2–0     | Giao hữu |

## Danh hiệu
Paris Saint-Germain
- Ligue 1: 2019–20,[22] 2021–22
- Coupe de France: 2019–20,[23] 2020–21[24]
- Coupe de la Ligue: 2019–20[25]
- Trophée des Champions: 2020,[26] 2022[27]
- UEFA Champions League á quân: 2019–20[28]

Galatasaray
- Süper Lig: 2022–23[29]